# John Beddoe
John Beddoe, född 1826 och död 19 juli 1911, var en brittisk antropolog.
Beddoe var filosofie doktor, och publicerade 1861 en studie över hår och ögonfärg på Irland och senare på de brittiska öarna. Beddoe arbetade även med problemen rörande hela Europas antropogeografi, och var tillsammans med Anders Retzius en av grundläggarna och utbyggarna av antropogeografin. Andra av Beddoes arbeten rör "den judiska rasen", frenologin (1894), intelligensen och huvudets storlek.